# Oreiallagma thelkterion
Oreiallagma thelkterion là loài chuồn chuồn trong họ Coenagrionidae. Loài này được De Marmels miêu tả khoa học đầu tiên năm 1997.